# Dorfkirche Pouch

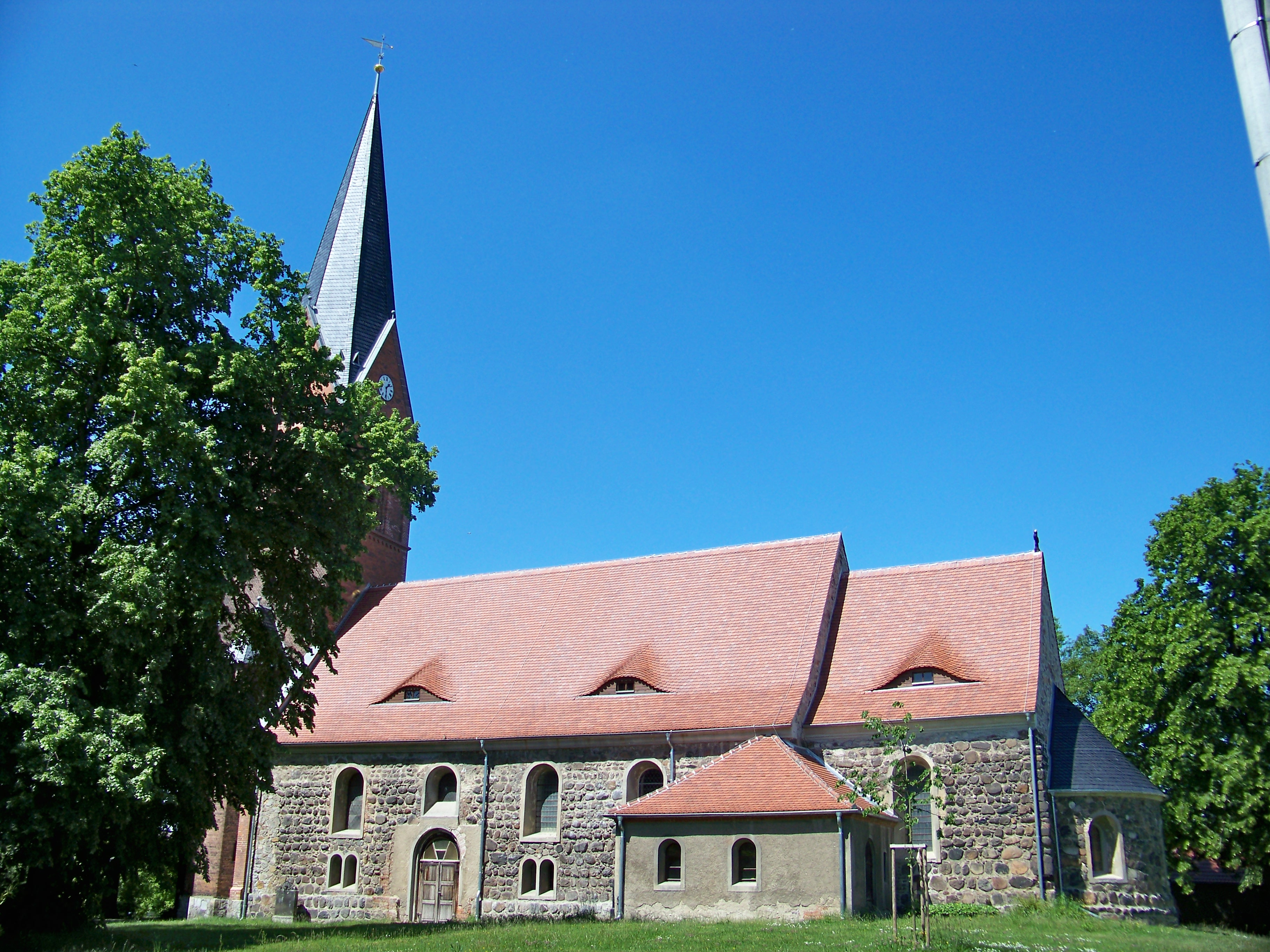
Dorfkirche Pouch

Die evangelische Dorfkirche Pouch ist eine im Kern romanische Saalkirche im Ortsteil Pouch der Gemeinde Muldestausee im Landkreis Anhalt-Bitterfeld in Sachsen-Anhalt. Sie gehört zum Pfarrbereich Krina im Kirchenkreis Wittenberg der Evangelischen Kirche in Mitteldeutschland (EKMD).

## Geschichte und Architektur
Die Kirche Pouch ist ein einschiffiger Feldsteinbau mit einem hohen quadratischen Backsteinturm. Von dem ursprünglichen, romanischen, turmlosen Bauwerk sind der eingezogene rechteckige Chor mit dem Triumphbogen und die halbkreisförmige Apsis erhalten. Das Schiff wurde im Jahr 1885 verlängert und gleichzeitig der Turm mit Spitzhelm hinzugefügt. Innen ist das Bauwerk mit einer Flachdecke geschlossen und von einer Hufeisenempore umgeben.

## Ausstattung
Das Hauptstück der Ausstattung ist ein vierflügeliger Schnitzaltar aus der Zeit um 1520, der im Schrein Maria zwischen Johannes dem Täufer und dem Heiligen Wolfgang zeigt; in den Flügeln ist je ein männlicher Heiliger dargestellt. Im Predellenschrein ist Anna selbdritt dargestellt, seitlich davon sind die Apostel Petrus und Paulus gemalt. In der ersten Wandlung sind künstlerisch wertvolle Gemälde der Heiligen Apollonia, Katharina, Barbara und Dorothea vor einer Landschaft zu sehen, der geschlossene Altar zeigt die Verkündigung und auf den Standflügeln zwei männliche Heilige. Der Altar zeigt eine stilistische Verwandtschaft mit den Schnitzaltären in Bitterfeld und Friedersdorf, er wurde 1997 restauriert. 
Die hölzerne Renaissancekanzel steht auf einem Säulenfuß, der polygonale Korb ist mit Ecksäulen und gequaderten Arkaden gegliedert; in den Füllungen wurden 1713 die Evangelisten gemalt. Eine spätgotische Sakramentsnische ist erhalten, weiterhin eine spätmittelalterliche eisenbeschlagene Truhe.
Die Orgel ist ein Werk eines unbekannten Orgelbauers aus der Zeit um 1860 mit 18 Registern auf zwei Manualen und Pedal, das im Jahr 1982 von Rainer Wolter restauriert wurde.